# Іраклій (Лісовський)
Митрополи́т Іра́клій Лісо́вський гербу Єж (у світі Йо́сиф Одрово́нж-Лісо́вський, пол. Herakliusz Lisowski, Józef Odrowąż-Lisowski herbu Jeż; 1734, Ушачі — 30 серпня 1809, Орша) — єпископ Української греко-католицької церкви; з 24 липня 1806 року Митрополит Київський — настоятель УГКЦ.

## Життєпис
Народився в польській шляхетській сім'ї. Син Йосифа (Юзефа) Лісовського гербу Єж (та з придомком Одровонж) й Констанції з Лепковських. Був вихований у правилах католицького віросповідання. Після закінчення початкової школи, вступив до ордену Василіян (встановлений курією спеціально для греко-католиків). Продовжив освіту у Полоцьку, де вивчав філософію та богослів'я. Був настоятелем полоцького монастиря при Софійському соборі, пізніше монастиря в Орші. Згодом став головним членом полоцької уніатської консисторії. На цій посаді він став особисто відомий імператриці Катерині II, яка в 1783 році призначила його архієпископом Полоцьким. Хіротонію провів 18 квітня 1784 року унійний єпископ Пінський і Турівський, єпископ-коад'ютор Київської митрополії Ґедеон Горбацький у співслужіння з католицькими архієпископом Могилевським Станіславом Богушем-Сестренцевичем та єпископом-коад'ютором Могилевським Яном Беніславським. Активно викорінював нововведення, внесені до уніатського ритуалу за попереднього керівництва і уклав новий служебник. В 1787 р. нагороджений орденом Св. Станіслава.
У 1795–1798 роки — адміністратор уніатської церкви в Литві, Білорусі та Україні. Після смерти Катерини II діяльність Лісовського була паралізована; уніатські справи були підпорядковані у ведення католицького митрополита, унаслідок чого посилився перехід уніатів у католицтво. Імператор Олександр I після смерти митрополита Теодосія Ростоцького в 1805 році виділив ведення уніатських справ до особливого Департаменту римо-католицької колегії і призначив 24 липня 1806 року «митрополитом уніатської церкви в Росії» голову департаменту Лісовського, який рішуче взявся за впорядкування справ уніатського сповідання, здійснив ряд заходів щодо відокремлення його від католицтва. Він заснував уніатську духовну семінарію в Полоцьку, повернув білому духовенству земельні наділи, які забрали у них василіяни, послаблював, скільки міг, право ктиторства, підпорядковував священників поміщикам. У цей час митрополія складалася з трьох єпархій: Полоцької, Луцької та Берестейської. 24 липня 1806 р. був возведений до сану уніатського митрополита Київського, Галицького і всієї Руси. 
Помер 30 серпня 1809 р., встигнувши перед смертю призначити своїм наступником єпископа Луцького Григорія Кохановича.